# Christian Dyekjær
Christian Dyekjær (født 5. juni 1971 i Gentofte) er en dansk filminstruktør og manuskriptforfatter. Han er uddannet fra filmuddannelsen Super16 og har blandt andet instrueret filmene Snart kommer tiden, Spillets regler og Fantasten. Dyekjær var endvidere instruktør på dukkefilmene H*A*S*H, der skulle have været vist på DR2 som julekalender i 2009, men som ikke blev vist, idet DR2 ikke anså filmene for sjove nok.

## Filmografi
- Salon Bitten (1999)
- Spillets regler (2007)
- Fuglejagten (2012)
- Fantasten (2017)
- Julemandens datter (2018)